# یان ماین
جزیرهٔ یان ماین (به نروژی: Jan Mayen) جزئی از پادشاهی نروژ است.
یان ماین جزیره‌ای آتشفشانی در اقیانوس یخ‌بستهٔ شمالی است که بخشی از آن با یخچال طبیعی پوشانده شده‌است.
این جزیره از دو بخش نورد-یان و سور-یان تشکیل شده که به‌وسیلهٔ باریکه خشکی با پهنای ۲٫۵ کیلومتر به هم متصل شده‌اند. مرکز این جزیره الونکین‌بین نام دارد که تنها سکونتگاه انسانی در جزیره نیز هست. بلندترین نقطهٔ این جزیره، آتشفشان بیرن‌برگ است.

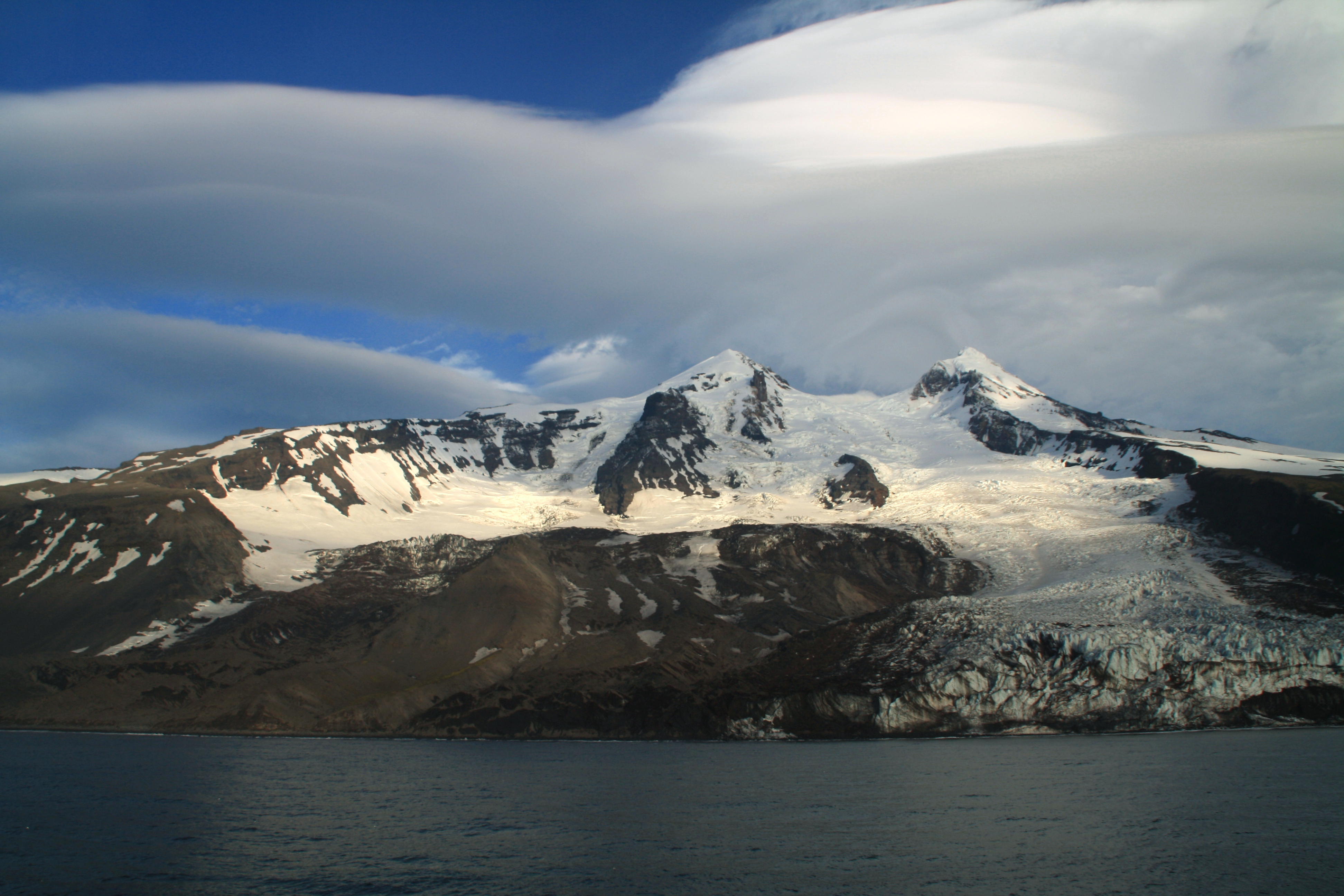
یان ماین

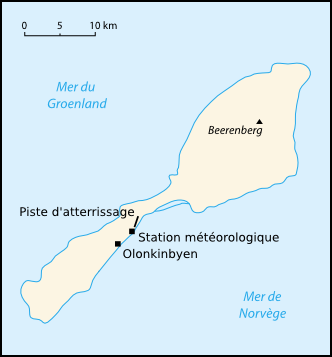
نقشهٔ یان ماین

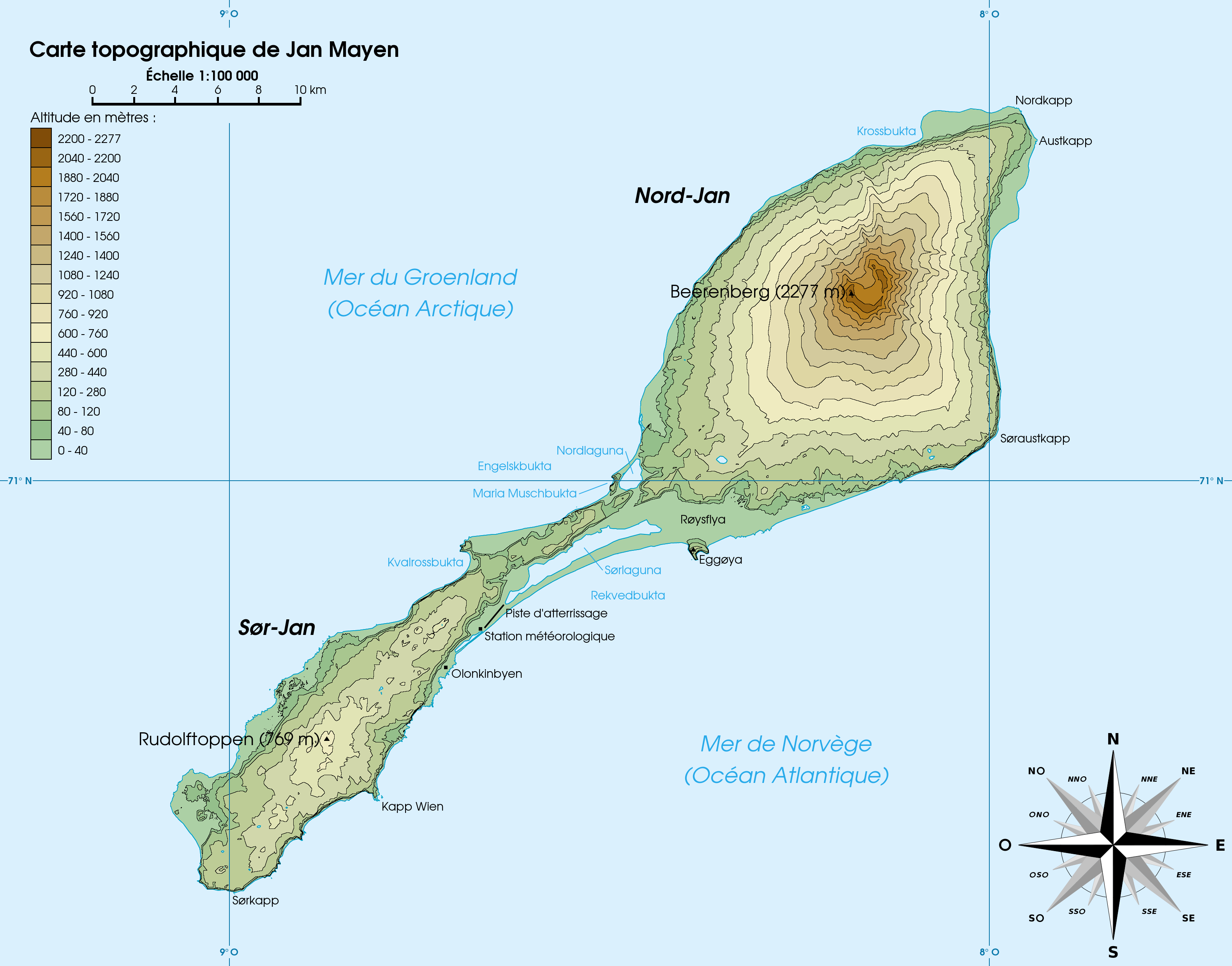
نقشهٔ عارضه‌نگاشتیِ یان ماین

## جغرافیا
جزیرهٔ یان مایِن یک قلمروی جغرافیایی غیرشهریاری در اقیانوس منجمد شمالی است که به پادشاهی نروژ تعلق دارد و هیچ سکنهٔ دائمی ندارد؛ اما تا ۳۵ نفر در ایستگاه‌های هواشناسی و نظامی به‌صورت دوره‌ای حضور دارند  . این جزیره حدود ۳۷۷ کیلومتر مربع وسعت دارد و با یخبندان‌هایی به مساحت ۱۱۴ کیلومتر مربع پوشیده شده است که اکثراً در اطراف کوه فعال «بیرنبرگ» واقعند، برجی آتشفشانی به ارتفاع ۲۲۷۷ متر که شمالی‌ترین آتشفشان خشکی‌زای جهان محسوب می‌شود  .
یان مایِن از دو بخش تشکیل شده: «نورد-یان» (شمال‌شرقی) که بخش کوهستانی است و «سور-یان» (جنوب‌غربی)، که پستی و بلندی‌های کمی دارد؛ این دو از طریق باریکی به عرض ۲.۵ کیلومتر به هم وصل می‌شوند و در این ناحیه سه دریاچه‌ نیز وجود دارد  .
از نظر موقعیت، این جزیره ۶۰۰ کیلومتر شمال شرقی ایسلند، ۵۰۰ کیلومتر شرق گرینلند و ۹۰۰ کیلومتر شمال‌غرب سرزمین‌های اصلی نروژ قرار گرفته است  . اقلیم آن قطبی اقیانوسی است، با نوسان دما از حدود ‑۴ تا +۶ درجه سانتی‌گراد و پوشش برف دائمی.

## پیشینه
تاریخ کشف رسمی یان مایِن به سال ۱۶۱۴ و توسط دریانورد هلندی فوپ گرریتش بازمی‌گردد؛ نام نهایی جزیره از کاپیتان هلندی «یان مای» گرفته شده و در دوره‌ای محل صید نهنگ و فعالیت شرکت‌های هلندی بود، تا آنکه شکار بی‌رویه باعث انقراض محلی نهنگ‌ها شد  . در قرن نوزدهم، ایستگاه‌های تحقیقاتی و هواشناسی ایجاد شد و در سال ۱۹۲۱ نروژ به‌طور رسمی جزیره را به قلمرو خود الحاق کرد.
در جنگ جهانی دوم، آمریکایی‌ها و نروژی‌ها از یان مایِن برای پایش هواشناسی استفاده کردند؛ در جنگ سرد نیز ایستگاه‌های هدایت رادیویی و هواپیماهای نظامی در آن مستقر شدند. در سال ۲۰۱۰ این جزیره به‌عنوان ذخیره‌گاه زیست‌محیطی تحت حفاظت قرار گرفت؛ اهمیت آن به‌ویژه به دلیل حضور گونه‌های پرندهٔ دریایی فراوان است (نظیر بدبومرغ شمالی، جغد کوچک و سینه‌سفید نوک‌کلفت) .

## اقتصاد
اقتصاد یان مایِن محدود به استخراج مصالح ساده (مانند شن و ماسه)، اهداف نظامی و تحقیقی، و صید تجاری در منطقه اقتصادی اختصاصی بوده که نروژ از سال ۱۹۸۰ برقرار کرده است  . همچنین ایستگاه‌های ردیابی ماهواره‌ای مانند گالیله و EGNOS روی جزیره فعال‌اند  .
دسترسی به جزیره تنها از طریق هواپیمای نظامی C‑۱۳۰ صورت می‌گیرد (با باند شنی به طول حدود ۱۵۸۵ متر) و کشتی‌ها تنها قادرند به‌صورت لنگراندازی در سواحل مستقر شوند، زیرا جزیره بندر ندارد.